# 2000-es magyar asztalitenisz-bajnokság
A 2000-es magyar asztalitenisz-bajnokság a nyolcvanharmadik magyar bajnokság volt. A bajnokságot március 3. és 5. között rendezték meg Budapesten, a Statisztika Marczibányi téri csarnokában.

## Eredmények
| Versenyszám  | Arany                                                       | Arany | Ezüst                                                                | Ezüst | Bronz | Bronz |
| ------------ | ----------------------------------------------------------- | ----- | -------------------------------------------------------------------- | ----- | --- | ----- |
| Férfi egyéni | Demeter Lehel Kecskeméti Spartacus                          |       | Pagonyi Róbert LRI-Malév SC                                          |       | Zwickl Dániel BVSCLindner Ádám Postás-Matáv SE                                                                                    |       |
| Női egyéni   | Tóth Krisztina Statisztika Petőfi SC                        |       | Éllő Vivien Statisztika Petőfi SC                                    |       | Braun Éva BSEFazekas Mária Statisztika Petőfi SC                                                                                  |       |
| Férfi páros  | Pagonyi Róbert, Vitsek Iván LRI-Malév SC, VÖEST Linz        |       | Németh Károly, Pázsy Ferenc Postás-Matáv SE                          |       | Bátorfi Zoltán, Varga Zoltán LRI-Malév SC, DJK Regensburg Gerold Gábor, Lindner Ádám Postás-Matáv SE                              |       |
| Női páros    | Braun Éva, Molnár Zita BSE                                  |       | Wirth Gabriella, Csernyik Ildikó Szekszárd AC, Statisztika Petőfi SC |       | Lovas Petra, Szvitán Krisztina Orosházi MTKTóth Krisztina, Póta Georgina Statisztika Petőfi SC                                    |       |
| Vegyes páros | Vitsek Iván, Éllő Vivien VÖEST Linz , Statisztika Petőfi SC |       | Pázsy Ferenc, Molnár Zita Postás-Matáv SE, BSE                       |       | Demeter Lehel, Wirth Gabriella Kecskeméti Spartacus, Szekszárd ACFazekas Péter, Fazekas Mária LRI-Malév SC, Statisztika Petőfi SC |       |